# Квинт Элий Пет (консул)
Квинт Элий Пет (лат. Quintus Aelius Paetus; III—II века до н. э.) — римский политический деятель из плебейского рода Элиев, консул 167 года до н. э.

## Биография
Квинт Элий был сыном Публия Элия Пета, консула 201 года до н. э. В 174 году до н. э. он стал членом коллегии авгуров, заменив там своего отца, умершего от чумы. Не позже 170 года до н. э., учитывая требования закона Виллия и дату консулата, Квинт Элий должен был занимать должность претора. В 167 году до н. э. он стал консулом вместе с ещё одним плебеем Марком Юнием Пенном. По жребию Пет получил в качестве провинции Цизальпийскую Галлию.
О дальнейшей судьбе Квинта Элия ничего не известно.